# Elecciones provinciales de Tucumán de 2007
El 26 de agosto de 2007 se realizaron elecciones para elegir Gobernador, vicegobernador y 49 diputados provinciales, de la Provincia de Tucumán.
El resultado estableció que José Alperovich (radical kirchnerista) fuera reelegido gobernador de la provincia con un 78% de los votos.

## Resultados

### Gobernador y vicegobernador
| Fórmula                      | Fórmula               | Partido/Alianza       | Partido/Alianza                                     | Votos   | %     |
| Gobernador                   | Vicegobernador        | Partido/Alianza       | Partido/Alianza                                     | Votos   | %     |
| ---------------------------- | --------------------- | --------------------- | --------------------------------------------------- | ------- | ----- |
| José Alperovich              | Juan Manzur           |                       | Frente para la Victoria                             | 529.449 | 78,16 |
| Ricardo Bussi                | Eusebia Jerez         |                       | Fuerza Republicana                                  | 35.795  | 5,28  |
| Esteban Jerez                | Roberto Palina        |                       | Coalición Cívica por la Resistencia                 | 25.517  | 3,77  |
| Osvaldo Renzo Cirnigliaro    | Florencio Aceñolaza   |                       | Partido Laborista de Tucumán                        | 22.599  | 3,34  |
| Mario Alberto Marigliano     | Raúl Martínez Aráoz   |                       | Unión Cívica Radical                                | 15.285  | 2,26  |
| Ernesto José Padilla Nougués | Pablo Walter          |                       | Recrear para el Crecimiento                         | 13.330  | 1,97  |
| Luis Iriarte                 | Rodolfo Burgos        |                       | Alianza Frente por la Dignidad                      | 9.238   | 1,36  |
| Daniel Nelson Blanco         | Cecilia Pourrieux     |                       | Partido Obrero                                      | 7.437   | 1,10  |
| José Manuel Páez             | Hugo Beltrán          |                       | Partido Demócrata Cristiano                         | 5.383   | 0,79  |
| Rodolfo Antonio Succar       | Henry Cocconi         |                       | Partido Socialista                                  | 4.927   | 0,73  |
| Clarisa Alberstein           | Miguel Segura         |                       | Partido Izquierda Unida                             | 3.795   | 0,56  |
| Enrique Fernando Romero      | Exequiel Ávila Gallo  |                       | Cruzada Peronista                                   | 3.592   | 0,53  |
| Jorge Javier Sánchez         | Sergio Ruiz           |                       | Movimiento Independiente de Jubilados y Desocupados | 1.012   | 0,15  |
| Votos positivos              | Votos positivos       | Votos positivos       | Votos positivos                                     | 677.359 | 96,74 |
| Votos en blanco              | Votos en blanco       | Votos en blanco       | Votos en blanco                                     | 12.381  | 1,77  |
| Votos nulos                  | Votos nulos           | Votos nulos           | Votos nulos                                         | 10.452  | 1,49  |
| Participación                | Participación         | Participación         | Participación                                       | 700.192 | 74,07 |
| Electores registrados        | Electores registrados | Electores registrados | Electores registrados                               | 945.294 | 100   |
| Fuentes:                     |                       |                       |                                                     |         |       |

### Legislatura Provincial
| Partido/Alianza               | Partido/Alianza                                     | Partido/Alianza                                     | Votos   | %     | Bancas |
| ----------------------------- | --------------------------------------------------- | --------------------------------------------------- | ------- | ----- | ------ |
|                               |                                                     | Frente para la Victoria                             | 240.880 | 39,44 | 27/49  |
|                               | Comunidad en Organización                           | 33.953                                              | 5,56    | 3/49  |        |
|                               | Alianza Participación Cívica para la Victoria       | 31.258                                              | 5,12    | 3/49  |        |
|                               | Partido Acción Provinciana                          | 28.245                                              | 4,63    | 2/49  |        |
|                               | Movimiento Independiente                            | 20.269                                              | 3,32    | 2/49  |        |
|                               | Lealtad Peronista                                   | 18.725                                              | 3,07    | 2/49  |        |
|                               | Acción Regional                                     | 16.234                                              | 2,66    | 1/49  |        |
|                               | Movimiento de Participación Ciudadana               | 16.105                                              | 2,64    | 1/49  |        |
|                               | Unión Norte Grande                                  | 12.662                                              | 2,07    | 1/49  |        |
|                               | Partido de los Trabajadores                         | 12.076                                              | 1,98    | 1/49  |        |
| Total Frente para la Victoria | Total Frente para la Victoria                       | Total Frente para la Victoria                       | 430.407 | 70,46 | 43/49  |
|                               | Fuerza Republicana                                  | Fuerza Republicana                                  | 28.531  | 4,67  | 2/49   |
|                               | Coalición Cívica por la Resistencia                 | Coalición Cívica por la Resistencia                 | 23.598  | 3,86  | 2/49   |
|                               | Unión Cívica Radical                                | Unión Cívica Radical                                | 20.011  | 3,28  | 1/49   |
|                               | Partido Laborista de Tucumán                        | Partido Laborista de Tucumán                        | 14.198  | 2,32  | 1/49   |
|                               | Alianza Frente por la Dignidad                      | Alianza Frente por la Dignidad                      | 13.991  | 2,23  |        |
|                               | Recrear para el Crecimiento                         | Recrear para el Crecimiento                         | 12.927  | 2,12  |        |
|                               | Partido Obrero                                      | Partido Obrero                                      | 7.737   | 1,27  |        |
|                               | Lealtad Popular                                     | Lealtad Popular                                     | 6.819   | 1,12  |        |
|                               | Frente del Pueblo Unido                             | Frente del Pueblo Unido                             | 5.531   | 0,91  |        |
|                               | Corriente Popular                                   | Corriente Popular                                   | 4.993   | 0,82  |        |
|                               | Partido Demócrata Cristiano                         | Partido Demócrata Cristiano                         | 4.744   | 0,78  |        |
|                               | Partido del Frente Grande                           | Partido del Frente Grande                           | 4.452   | 0,73  |        |
|                               | Partido Concertación para la Democracia             | Partido Concertación para la Democracia             | 4.323   | 0,71  |        |
|                               | Partido Socialista                                  | Partido Socialista                                  | 4.314   | 0,71  |        |
|                               | Partido Crecer para la Victoria                     | Partido Crecer para la Victoria                     | 4.011   | 0,66  |        |
|                               | Partido Izquierda Unida                             | Partido Izquierda Unida                             | 3.567   | 0,58  |        |
|                               | Cruzada Peronista                                   | Cruzada Peronista                                   | 3.427   | 0,56  |        |
|                               | Reivindicación Histórica y Social                   | Reivindicación Histórica y Social                   | 2.927   | 0,48  |        |
|                               | Convergencia de Bases para la Victoria              | Convergencia de Bases para la Victoria              | 2.924   | 0,48  |        |
|                               | Voluntad Objetiva de Servir                         | Voluntad Objetiva de Servir                         | 2.870   | 0,47  |        |
|                               | Movimiento de Integración Federal                   | Movimiento de Integración Federal                   | 2.065   | 0,34  |        |
|                               | Partido Proyecto Popular                            | Partido Proyecto Popular                            | 1.829   | 0,34  |        |
|                               | Movimiento Independiente de Jubilados y Desocupados | Movimiento Independiente de Jubilados y Desocupados | 503     | 0,08  |        |
|                               | Partido Tucumán para la Victoria                    | Partido Tucumán para la Victoria                    | 122     | 0,02  |        |
| Votos positivos               | Votos positivos                                     | Votos positivos                                     | 610.821 | 95,51 |        |
| Votos en blanco               | Votos en blanco                                     | Votos en blanco                                     | 23.239  | 3,63  |        |
| Votos nulos                   | Votos nulos                                         | Votos nulos                                         | 5.483   | 0,86  |        |
| Participación                 | Participación                                       | Participación                                       | 639.543 | 67,66 |        |
| Electores registrados         | Electores registrados                               | Electores registrados                               | 945.294 | 100   |        |
| Fuentes:                      |                                                     |                                                     |         |       |        |

#### Resultados por secciones electorales

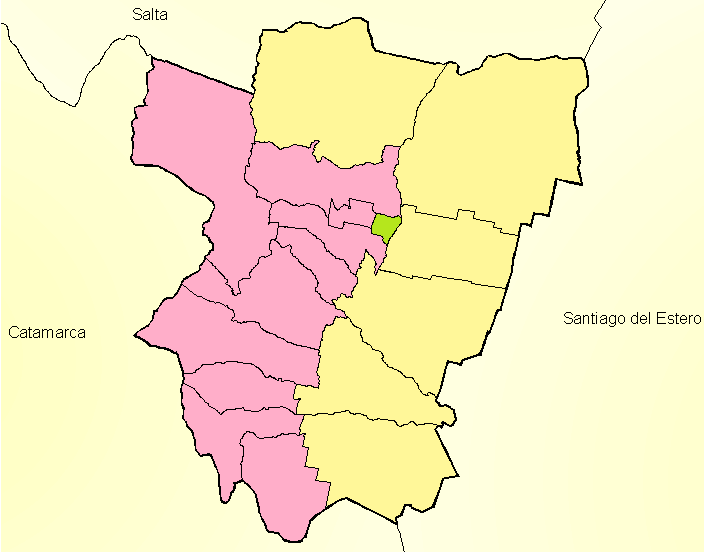
Secciones electorales de Tucumán:
Sección I – Capital
Sección II – Este
Sección III – Oeste

| Sección Electoral I – Capital 19 Diputados | Sección Electoral I – Capital 19 Diputados          | Sección Electoral I – Capital 19 Diputados | Sección Electoral I – Capital 19 Diputados | Sección Electoral I – Capital 19 Diputados | Sección Electoral I – Capital 19 Diputados |
| Partido/Alianza                            | Partido/Alianza                                     | Votos                                      | %                                          | Bancas                                     | Electos |
| ------------------------------------------ | --------------------------------------------------- | ------------------------------------------ | ------------------------------------------ | ------------------------------------------ | --- |
|                                            | Frente para la Victoria                             | 74.729                                     | 28,08                                      | 8/19                                       | Ver electos: - Carlos Isa Assan - Beatriz Luisa Ávila - Armando Roque Cortalezzi - Virgilio Daniel Heredia - Ester Susana Montaldo - Antonio Raed - María Carolina Vargas Aignasse - Marta Elena Zurita                                                                    |
|                                            | Comunidad en Organización                           | 22.093                                     | 8,30                                       | 2/19                                       | - Rolando René Alfaro - Alfredo C. Quinteros |
|                                            | Lealtad Peronista                                   | 18.725                                     | 7,04                                       | 2/19                                       | - Hugo Antonio Gacioppo - Fernando Said Juri |
|                                            | Fuerza Republicana                                  | 17.089                                     | 6,42                                       | 1/19                                       | - Luis José Bussi |
|                                            | Acción Regional                                     | 16.234                                     | 6,10                                       | 1/19                                       | - Gerónimo Vargas Aignasse |
|                                            | Unión Norte Grande                                  | 12.662                                     | 4,76                                       | 1/19                                       | - Carlos Rodolfo Canevaro |
|                                            | Unión Cívica Radical                                | 11.664                                     | 4,38                                       | 1/19                                       | - José Manuel Cano |
|                                            | Alianza Participación Cívica para la Victoria       | 9.732                                      | 3,66                                       | 1/19                                       | - Jorge Atilio Mendia |
|                                            | Coalición Cívica por la Resistencia                 | 9.238                                      | 3,47                                       | 1/19                                       | - Esteban Eduardo Jerez |
|                                            | Partido Laborista de Tucumán                        | 8.730                                      | 3,28                                       | 1/19                                       | - Osvaldo José Cirnigliaro |
|                                            | Alianza Frente por la Dignidad                      | 8.595                                      | 3,23                                       |                                            | |
|                                            | Recrear para el Crecimiento                         | 6.949                                      | 2,61                                       |                                            | |
|                                            | Lealtad Popular                                     | 6.819                                      | 2,56                                       |                                            | |
|                                            | Frente del Pueblo Unido                             | 5.531                                      | 2,08                                       |                                            | |
|                                            | Partido Obrero                                      | 5.032                                      | 1,89                                       |                                            | |
|                                            | Partido Concertación para la Democracia             | 4.323                                      | 1,62                                       |                                            | |
|                                            | Partido Acción Provinciana                          | 4.276                                      | 1,61                                       |                                            | |
|                                            | Partido Demócrata Cristiano                         | 3.556                                      | 1,34                                       |                                            | |
|                                            | Partido Socialista                                  | 3.182                                      | 1,20                                       |                                            | |
|                                            | Partido Crecer para la Victoria                     | 3.075                                      | 1,16                                       |                                            | |
|                                            | Convergencia de Bases para la Victoria              | 2.924                                      | 1,10                                       |                                            | |
|                                            | Reivindicación Histórica y Social                   | 2.849                                      | 1,07                                       |                                            | |
|                                            | Partido Izquierda Unida                             | 2.361                                      | 0,89                                       |                                            | |
|                                            | Movimiento de Integración Federal                   | 2.065                                      | 0,78                                       |                                            | |
|                                            | Partido Proyecto Popular                            | 1.829                                      | 0,69                                       |                                            | |
|                                            | Cruzada Peronista                                   | 1.720                                      | 0,65                                       |                                            | |
|                                            | Partido Tucumán para la Victoria                    | 122                                        | 0,5                                        |                                            | |
| Votos positivos                            | Votos positivos                                     | 266.104                                    | 97,47                                      |                                            | |
| Votos en blanco                            | Votos en blanco                                     | 4.303                                      | 1,58                                       |                                            | |
| Votos nulos                                | Votos nulos                                         | 2.600                                      | 0,95                                       |                                            | |
| Participación                              | Participación                                       | 273.007                                    | 71,32                                      |                                            | |
| Electores registrados                      | Electores registrados                               | 382.814                                    | 100                                        |                                            | |
| Sección Electoral II – Este 12 Diputados   |                                                     |                                            |                                            |                                            | |
| Partido/Alianza                            | Partido/Alianza                                     | Votos                                      | %                                          | Bancas                                     | Electos |
|                                            | Frente para la Victoria                             | 79.209                                     | 55,16                                      | 9/12                                       | Ver electos: - María Alejandra Cejas - José Alberto Cúneo Vergés - Manuel Fernández - Graciela del V. Gutiérrez - José Raúl Gutiérrez - Paula María Khoder - Osvaldo Jaldo - Sergio Miguel Miranda - José Antonio Teri                                                     |
|                                            | Movimiento Independiente                            | 20.269                                     | 14,11                                      | 2/12                                       | - Juan Siviardo Gutiérrez - Víctor Alfredo Lossi |
|                                            | Movimiento de Participación Ciudadana               | 16.105                                     | 11,22                                      | 1/12                                       | - Olijela del Valle Rivas |
|                                            | Partido Acción Provinciana                          | 6.339                                      | 4,41                                       |                                            | |
|                                            | Corriente Popular                                   | 4.993                                      | 3,48                                       |                                            | |
|                                            | Unión Cívica Radical                                | 3.614                                      | 2,52                                       |                                            | |
|                                            | Fuerza Republicana                                  | 3.352                                      | 2,33                                       |                                            | |
|                                            | Comunidad en Organización                           | 2.323                                      | 1,62                                       |                                            | |
|                                            | Coalición Cívica por la Resistencia                 | 1.520                                      | 1,06                                       |                                            | |
|                                            | Partido Laborista de Tucumán                        | 1.426                                      | 0,99                                       |                                            | |
|                                            | Partido Obrero                                      | 1.126                                      | 0,78                                       |                                            | |
|                                            | Partido de los Trabajadores                         | 961                                        | 0,67                                       |                                            | |
|                                            | Partido Crecer para la Victoria                     | 936                                        | 0,65                                       |                                            | |
|                                            | Recrear para el Crecimiento                         | 597                                        | 0,42                                       |                                            | |
|                                            | Partido Izquierda Unida                             | 469                                        | 0,33                                       |                                            | |
|                                            | Partido Demócrata Cristiano                         | 283                                        | 0,20                                       |                                            | |
|                                            | Reivindicación Histórica y Social                   | 78                                         | 0,05                                       |                                            | |
| Votos positivos                            | Votos positivos                                     | 143.600                                    | 96,32                                      |                                            | |
| Votos en blanco                            | Votos en blanco                                     | 4.596                                      | 3,08                                       |                                            | |
| Votos nulos                                | Votos nulos                                         | 897                                        | 0,60                                       |                                            | |
| Participación                              | Participación                                       | 149.093                                    | 67,02                                      |                                            | |
| Electores registrados                      | Electores registrados                               | 222.476                                    | 100                                        |                                            | |
| Sección Electoral III – Oeste 18 Diputados |                                                     |                                            |                                            |                                            | |
| Partido/Alianza                            | Partido/Alianza                                     | Votos                                      | %                                          | Bancas                                     | Electos |
|                                            | Frente para la Victoria                             | 86.942                                     | 43,23                                      | 10/18                                      | Ver electos: - Roque Tobías Álvarez - Regino Néstor Amado - Susana Eladia Díaz - Miriam Graciela del Valle Gallardo - Oscar Orlando Godoy - Raúl Oscar Hadla - Sergio Francisco Mansilla - Adriana del Valle Najar - José Fernando Orellana - Sisto Benjamín Terán Nougués |
|                                            | Alianza Participación Cívica para la Victoria       | 21.526                                     | 10,70                                      | 2/18                                       | - Beatriz del Valle Bordinaro - Ramón Jesús Graneros |
|                                            | Partido Acción Provinciana                          | 17.630                                     | 8,77                                       | 2/18                                       | - Reinaldo Jiménez - Ramón Armando Sierra |
|                                            | Coalición Cívica por la Resistencia                 | 12.840                                     | 6,38                                       | 1/18                                       | - Roberto Arnaldo Palina |
|                                            | Partido de los Trabajadores                         | 11.115                                     | 5,53                                       | 1/18                                       | - Pedro Hugo Balceda |
|                                            | Comunidad en Organización                           | 9.537                                      | 4,74                                       | 1/18                                       | - Alberto José Conte |
|                                            | Fuerza Republicana                                  | 8.090                                      | 4,02                                       | 1/18                                       | - Ricardo Bussi |
|                                            | Alianza Frente por la Dignidad                      | 5.396                                      | 2,68                                       |                                            | |
|                                            | Recrear para el Crecimiento                         | 5.381                                      | 2,68                                       |                                            | |
|                                            | Unión Cívica Radical                                | 4.733                                      | 2,35                                       |                                            | |
|                                            | Partido del Frente Grande                           | 4.452                                      | 2,21                                       |                                            | |
|                                            | Partido Laborista de Tucumán                        | 4.042                                      | 2,01                                       |                                            | |
|                                            | Voluntad Objetiva de Servir                         | 2.870                                      | 1,43                                       |                                            | |
|                                            | Cruzada Peronista                                   | 1.707                                      | 0,85                                       |                                            | |
|                                            | Partido Obrero                                      | 1.579                                      | 0,79                                       |                                            | |
|                                            | Partido Socialista                                  | 1.132                                      | 0,56                                       |                                            | |
|                                            | Partido Demócrata Cristiano                         | 905                                        | 0,45                                       |                                            | |
|                                            | Partido Izquierda Unida                             | 737                                        | 0,37                                       |                                            | |
|                                            | Movimiento Independiente de Jubilados y Desocupados | 503                                        | 0,25                                       |                                            | |
| Votos positivos                            | Votos positivos                                     | 201.117                                    | 92,49                                      |                                            | |
| Votos en blanco                            | Votos en blanco                                     | 14.340                                     | 6,59                                       |                                            | |
| Votos nulos                                | Votos nulos                                         | 1.986                                      | 0,91                                       |                                            | |
| Participación                              | Participación                                       | 217.443                                    | 63,95                                      |                                            | |
| Electores registrados                      | Electores registrados                               | 340.004                                    | 100                                        |                                            | |